# Elecciones locales del Distrito Federal de México de 1994
Las Elecciones del Distrito Federal de 1994 se llevaron a cabo el domingo 21 de agosto de 1994, simultáneamente con las elecciones federales y en ellas fueron renovados los titulares de los siguientes cargos de elección popular del Distrito Federal:
- 66 Representantes de la Asamblea de Representantes del Distrito Federal. 40 elegidos por mayoría relativa en cada uno de los Distritos Electorales y 26 electos por el principio de Representación proporcional mediante un sistema de listas.

## Resultados electorales
Nueve partidos políticos con registro en el Distrito Federal participaron en las elecciones, los resultados que obtuvieron fueron los siguientres:

#### Votos para representantes
|  | 27,06 % |

|  | 40,56 % |

|  | 0,79 % |

|  | 21,19 % |

|  | 1,25 % |

|  | 0,62 % |

|  | 0,45 % |

|  | 4,12 % |

|  | 3,90 % |

|  | 0,06 % |

|  | 2,63 % |

|  | 100,00 % |

Fuentes: DOF .

### Representantes
| Partido | Partido                                                  | Mayoría | Proporcional | Total |
| ------- | -------------------------------------------------------- | ------- | ------------ | ----- |
|         | Partido Acción Nacional                                  | 2       | 12           | 14    |
|         | Partido Revolucionario Institucional                     | 38      | 0            | 38    |
|         | Partido Popular Socialista                               | 0       | 0            | 0     |
|         | Partido de la Revolución Democrática                     | 0       | 10           | 10    |
|         | Partido del Frente Cardenista de Reconstrucción Nacional | 0       | 0            | 0     |
|         | Partido Auténtico de la Revolución Mexicana              | 0       | 0            | 0     |
|         | Unión Nacional Opositora Partido Demócrata Mexicano      | 0       | 0            | 0     |
|         | Partido del Trabajo                                      | 0       | 2            | 2     |
|         | Partido Verde Ecologista de México                       | 0       | 2            | 2     |
| Total   |                                                          | 40      | 26           | 66    |

Fuente: INAP.

#### Representantes Electos por el principio de Mayoría Relativa
| Distrito    | Nombre                               | Partido |
| I           | Marta De la Lama                     |         |
| II          | Miguel Ángel Alanís Tapia            |         |
| III         | Antonio Paz Martínez                 |         |
| IV          | Gloria Carrillo Salinas              |         |
| V           | Filiberto Paniagua García            |         |
| VI          | Eric Luis Moreno Mejía               |         |
| VII         | Julio Méndez Alemán                  |         |
| VIII        | María Cristina Alcayaga Núñez        |         |
| IX          | Jorge González Macías                |         |
| X           | José Rodolfo Samaniego López         |         |
| XI          | José Antonio González Fernández      |         |
| XII         | Rafael Luviano Delgado               |         |
| XIII        | Arturo Contreras Cuevas              |         |
| XIV         | Moisés Ricardo Bueyes y Oliva        |         |
| XV          | Luis Velázquez Jaacks                |         |
| XVI         | María de la Paloma Villaseñor Vargas |         |
| XVII        | Javier Garduño Pérez                 |         |
| XVIII       | Luis Manuel Altamirano y Cuadros     |         |
| XIX         | David Jiménez González               |         |
| XX          | María del Pilar Pardo Celorio        |         |
| XXI         | Everardo Gamiz Fernández             |         |
| XXII        | Ernesto Canto Gudiño                 |         |
| XXIII       | Esther Kolteniuk Toyber              |         |
| XXIV        | Eduardo Mondragón Manzanares         |         |
| XXV         | Alberto Nava Salgado                 |         |
| XXVI        | Cuauhtémoc Gutiérrez de la Torre     |         |
| XXVII       | Silvia Pinal Hidalgo                 |         |
| XXVIII      | Hugo Roberto Castro Aranda           |         |
| XXIX        | María Martha Guerra Sánchez          |         |
| XXX         | Manuel Jiménez Guzmán                |         |
| XXXI        | Sergio Martínez Galindo              |         |
| XXXII       | Manuel Gustavo Terrazo Ramírez       |         |
| XXXIII      | Mónica Torres Amarilla               |         |
| XXXIV       | Felipe Castro Ramírez                |         |
| XXXV        | Mario Valentín Pérez Ponce           |         |
| XXXVI       | Francisco José Paoli Bolio           |         |
| XXXVII      | Ignacio León Robles Robles           |         |
| XXXVIII     | Amado Francisco Treviño Abatte       |         |
| XXXIX       | Sandra Lucía Segura Rangel           |         |
| XL          | Héctor Astudillo Bello               |         |
| Fuente: DOF |                                      |         |

#### Representantes Electos por el principio de Representación Proporcional
| Nombre                                             | Partido |
| Gonzalo Altamirano Díaz                            |         |
| Salvador Abascal Carranza                          |         |
| Víctor Martín Orduña Muñoz                         |         |
| Héctor Gerardo González Reza                       |         |
| Taydé González Cuadros                             |         |
| José Luis Luege Tamargo                            |         |
| Gabriela Josefina Gutiérrez Arce                   |         |
| Fauzi Hamdán Amad                                  |         |
| José Francisco Dufour Sánchez                      |         |
| Margarita Ester Zavala Gómez del Campo de Calderón |         |
| José Espina von Roehrich                           |         |
| Javier Salido y Torres                             |         |
| María de los Dolores Padierna Luna                 |         |
| Pedro José Peñaloza                                |         |
| Leopoldo Ensástiga Santiago                        |         |
| Gonzalo Pedro Bárbaro Rojas Arreola                |         |
| David Ricardo Cervantes Peredo                     |         |
| Francisco Gilberto Alvarado Miguel                 |         |
| Margarito Reyes Aguirre                            |         |
| Iván García Solís                                  |         |
| Eduardo Morales Domínguez                          |         |
| Estrella Vázquez Osorno                            |         |
| Francisco González Gómez                           |         |
| Germán Aguilar Olvera                              |         |
| Arturo Sáenz Ferral                                |         |
| Jorge Emilio González Martínez                     |         |
| Fuente: DOF                                        |         |